# Poecilimon stshelkanovtzevi
Poecilimon stshelkanovtzevi är en insektsart som beskrevs av Yu S. Tarbinsky 1932. Poecilimon stshelkanovtzevi ingår i släktet Poecilimon och familjen vårtbitare. Inga underarter finns listade i Catalogue of Life.